# أوليس (باخرة)
الباخرة أوليس (بالأحرف اللاتينية: Ulysse) هي سفينة بضائع تابعة للشركة التونسية للملاحة، صنعت في ألمانيا عام 1997، وبدأت الخدمة في تونس في جوان 1997.